# Kanō Shōei
Shōei Kanō (狩野 松栄, Kanō Shōei), (1519 - 24 novembre 1592) est un peintre japonais de l'école de peinture Kanō pendant l'ère Azuchi-Momoyama.

## Biographie
Il est le fils de Kanō Motonobu et le père de l'un des peintres les plus fameux de l'école Kanō, Kanō Eitoku. Il décora avec ce dernier les appartements du prieur du Jukō-in (聚光院) au Daitoku-ji à Kyōto.